# Jōtarō Watanabe

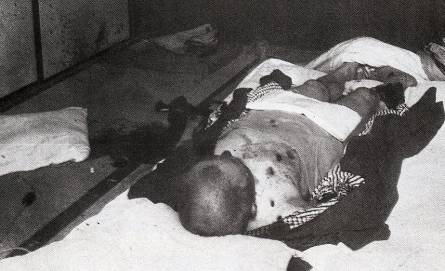
La cadavre de Jōtarō Watanabe.

Jōtarō Watanabe (渡辺 錠太郎, Watanabe Jōtarō) (16 avril 1874 - 26 février 1936) est un général de l'armée impériale japonaise qui fut assassiné lors de l'incident du 26 février.

## Biographie
Watanabe est né à Komaki dans la préfecture d'Aichi. Il entre dans la 8e promotion de l'académie de l'armée impériale japonaise en juillet 1895. Diplômé en juin 1897, il est assigné au 19e régiment d'infanterie et est promu lieutenant en novembre 1899. Il entre ensuite dans la 17e promotion de l'école militaire impériale du Japon en décembre 1900. Diplômé en décembre 1903, il est promu capitaine et devient commandant d'escadron dans le 36e régiment d'infanterie qu'il accompagne en Mandchourie durant la guerre russo-japonaise de 1904-1905. Après ce conflit, il est réassigné au quartier-général impérial puis est nommé l'année suivante aide du général Yamagata Aritomo. Il est attaché militaire en Chine en 1906 et en Allemagne en 1907 et est promu major en décembre 1908. De retour au Japon, il est assigné à l'État-major de l'armée impériale japonaise. En novembre 1910, le maréchal Yamagata demande que Watanabe redevienne son aide et il sert à ce poste jusqu'en février 1915. Dans l'intervalle, il est promu lieutenant-colonel en juin 1913. En février 1915, après le déclenchement de la Première Guerre mondiale, Watanabe est assigné au 3e régiment d'infanterie. Il est de nouveau transféré à l'État-major de l'armée en mai 1916 et est promu colonel en juillet de la même année. En octobre 1917, il est attaché militaire à l'ambassade japonaise de Bruxelles où il étudie les effets de la guerre blindée.
En août 1920, Watanabe est promu major-général et assume le commandement de la 29e brigade d'infanterie. Il retourne à l'État-major de l'armée comme chef de département du 4e bureau en septembre 1922. En mai 1925, Watanabe est promu lieutenant-général et devient commandant de l'école militaire impériale. En mai 1926, il est commandant de la 7e division. En mars 1929, il devient commandant du service aérien de l'Armée impériale japonaise et en juin 1930, il est commandant de l'armée japonaise de Taïwan.
En août 1931, Watanabe est rappelé à Tokyo et promu général et conseiller militaire avec un contrôle sur l'aviation de l'armée. En juillet 1935, il est promu à l'un des postes les plus prestigieux de l'armée, celui d'inspecteur général de l'entraînement militaire, remplaçant Jinzaburō Masaki. Celui-ci est un proche associé du général Sadao Araki et de sa « faction de la voie impériale » qui lutte pour des idéaux totalitaires, militaristes, et expansionnistes, alors que Watanabe a la réputation d'être un modéré. Beaucoup d'officiers rebelles de l'incident du 26 février respectent Masaki et blâment Watanabe pour le changement de poste. Watanabe est le seul militaire en activité à figurer sur la liste de cibles des rebelles. Ils le surprennent à son domicile d'Ogikubo dans la nuit du 26 février et le tue en le mitraillant devant sa femme et sa fille.
Watanabe est décoré à titre posthume du Grand cordon de l'ordre du Soleil levant.